# جوجي تسوبوتا
جوجي تسوبوتا هو أديب ياباني. ولد في 3 مارس 1890 - وتوفي في 7 يوليو 1982 ، كان مؤلفًا يابانيًا لكتب الأطفال.
توجد جائزة في الآداب تحمل اسمه هي: جائزة جوجي تسوبوتا للأدب [اليابانية].